# JILA
JILA (inițial un acronim pentru Joint Institute for Laboratory Astrophysics, adoptat ulterior ca nume) este unul dintre principalele institute de cercetare în domeniul științelor fizice din Statele Unite ale Americii. Fondat în 1962, institutul a reprezentat una din primele colaborări între o agenție guvernamentală importantă (National Bureau of Standards – NBS, predecesorul actualului National Institute of Standards and Technology – NIST) și o universitate de elită (University of Colorado at Boulder). Este amplasat pe domeniul Universității din Colorado, la poalele Munților Stâncoși. Cercetarea științifică efectuată la JILA acoperă șapte domenii largi: astrofizică, fizică atomică și moleculară, biofizică, chimie fizică, nanoștiințe, optică fizică și măsurători de precizie.